# アップローダー
アップローダー（英語：uploader）は、オンラインストレージサービスの一種で、アップロードにより保管されたデータの配布を主な目的としたもの。
俗称的な略語としてうｐロダ、ロダと呼ばれることが多い。

## 概要
アップローダーにアクセスして公開したいファイルのアップロードを行うと、サーバ上にファイルは保管されダウンロード可能な状態になる。ほとんどのアップローダーは削除機能を持つので任意のタイミングでファイルの公開を止めることができる。また、一部のアップローダーはダウンロードに必要なパスワードを設定することで、ファイルの利用者を限定することもできる。
アップローダーの目的や形態は様々であり、目的で分類すると、不特定多数の内容のファイルを対象とする汎用目的のもの、特定の内容のファイルを対象とする専用目的のもの、特定のコミュニティを対象とした内輪目的のもの等がある。通信方式で分類すると、一般的なウェブ上のサービスとして実装されたもの、独自の通信方式とソフトウェアを用いたもの、古くはFTPを利用したもの等がある。
一般に、保管されるファイルには保存件数や保存期限や総サイズに制限がかけられていることが多い。特に大きなファイルを扱えるものほど制限が強い傾向に有る。一方で、上記の制限が少ないものはダウンロードに制限がかけられていることが多い。また、悪用を防ぐため、ファイルの種類を制限することが一般的で、暗号化されたファイルやそれを含む書庫を禁止している所もある。

## 現状
アップローダーは特に大規模なものは維持するための負担が大きくなる傾向にある。このため、上記の制限をかけることで負担の軽減を図るほか、広告を設置することで維持にかかる費用を捻出している所を見かける。しかし、汎用目的のアップローダーの場合、ほとんどの利用者は後述するコミュニティで知ったアドレスを頼りに直接ファイルにアクセスするため、そのままでは設置した広告を見てもらえない。その対策として、コミュニティに告知するアドレスは広告ページのものにするように呼びかけたり、広告ページを経由しないアクセスを弾くことで対処している所も見かける。
画像ちゃんねるの管理人が逮捕されたことで法的リスクも注目されるようになり、日本の一部の大手アップローダーが閉鎖した。また日本に限らず、アップローダーがテロリストの情報交換に利用されることも指摘されている。

## 顕著な使用例
主に、電子掲示板上のコミュニティにおいて画像を公開したり、ファイルの交換を行うために利用されるケースが見られる。
保管されたファイルのアドレスを電子掲示板に投稿することでコミュニティに対して公開でき、利用者は投稿されたアドレスにアクセスすることで公開されたデータをダウンロードすることができる。また、常連以外の利用者がダウンロードすることがないように、あえてアドレスを示さず、アップロードを行ったアップローダーの略称と番号のみを示して利用者に探してもらうことも多い。
様々なコミュニティから利用されるアップローダーには、ダウンロードに必要なパスワードを設定できるものも多い。パスワードを設定して対象のコミュニティにだけ知らせることで、関係無いコミュニティの利用者はパスワードを知らないためダウンロードすることが出来なくなる。
画像掲示板をアップローダーとして代用する場合がある。

## アップローダーの一例
- 2chろだ

主に利用ユーザーを2ちゃんねらーに絞ったファイル別アップローダー群。見易さ、アップロード、ダウンロードの速さに優れており親しまれている。ex板、file板、zip板などありアップするファイルによって変えるといったスタイルで運営している。しかし頻繁に503(Service Temporarily Unavailable)になるため悩まされている。
- VIPろだ

画像ファイルを主な対象にしたアップローダー群。画像ちゃんねるの事件を受けて閉鎖した所の一つで、その後に再開した。再開前は画像以外のファイルも対象としていた。
- Axfc UpLoader

非常に多くのアップローダーで構成されるアップローダー群であり、保存期間が非常に長く、小さなサイズから大きなサイズのファイルまで対応できることが特徴。「斧」の俗称を持つ。ファイルの大きさに応じて一定時間あたりのダウンロード回数が制限されており、混雑時には取り合いとなり、それに勝たないとダウンロードできない欠点がある。その取り合いは、俗に「斧戦争」と呼ばれる。
- mod_uploader

主に10～50MBのファイルに対応している「二号」というアップローダーが使われている。保存期間は約1～2ヵ月。
- thuploader.orz.hm

20MBまでのサイズのファイルのアップロードに対応している。パスワードの設定やダウンロード数の表示、オリジナルファイル名でのダウンロードができる。保存件数は5万件となっている。
- ちたろあっぷろーだー

200MBまでのファイルに対応。パスワードの設定、ダウンロードの回数制限が可能。保存期間を無期限に設定できる。
- KOPIPEアップローダ

256GBまでのファイルに対応。パスワードの設定が可能。保存期間は最長180日間。オリジナルファイル名でのダウンロードができ、各ファイルのダウンロードURLが非常に短い。
- uploader.jp

100MBまでアップロード可能。ファイルの数・保存期間は無制限。

### 閉鎖したアップローダー
- loda.jp

2012年3月31日にサービス終了となった。
- kie.nu

2015年に閉鎖したと思われる。
- fast-uploader.com

2018年12月13日にサービス終了となった。
- imepita.jp

2011年3月31日にサービス終了
- uploda.cc

2016年にサービス終了
- 宅ファイル便

2019年1月25日に約480万件の個人情報漏洩事故を起こしサービス終了